# 富田昭平
富田 昭平（とみた しょうへい、1922年 - ）は日本の実業家。日本ケンタッキー・フライド・チキン設立の日本側責任者を務め、同社社長・会長、ジェフグルメカード初代社長、日本フードサービス協会会長等を歴任した。

## 人物
1943年9月旧制東京商科大学付属商学専門部（のちの一橋大学）を繰り上げ卒業。1944年旧日本軍に入隊し、中国で従軍。
1946年5月に復員するも、職がなく、1946年9月に、父の友人であった神田啓三郎が主宰する大成水産に入社。その後事業が失敗。神田社長の世話で三陸油脂入社。専務を務めていた二村謙三（のちに三菱商事副社長）との知遇を得て、油脂の仕事の指導を受ける。
明光商事、不二商事、三菱商事を経て、日本ケンタッキー・フライド・チキン設立の三菱商事側の責任者を務め、1970年の会社設立時に常務取締役に就任。1973社長。1984年会長
。
1983年に札幌市白石区に400号店を開設。ケンタッキーチェーンで、400店に達したのは、北米地域以外では日本が初めてとなり、札幌市内のホテルで記念パーティーが開かれた。同年ハワイ州での店舗展開を開始。また大韓民国の漢陽食品がソウル市に第一号店を出店するのに際し、日本の店舗での店長候補者の教育、店舗設計や開店当初の店舗運営等の協力をした。
1985年日本フードサービス協会会長。
1992年に設立された株式会社ジェフグルメカードの初代社長に就任。商品券「ジェフグルメカード」を当初の予測を大幅に上回る量を発行。1994年にはユーシーカードと提携し、「UCジェフグルメカード」の販売を開始。
趣味はパソコン、クラシック音楽、歌舞伎、宝塚など。